# Kazuhiro Fujita
Kazuhiro Fujita (藤田 和日郎, Fujita Kazuhiro) est un auteur de bande dessinée japonaise, né le 24 mai 1964 à Asahikawa dans la préfecture d'Hokkaidō, au Japon.
Il est notamment connu pour le manga Ushio et Tora, pour lequel il a remporté le Prix Shōgakukan en 1992 et le Prix Seiun en 1997, et pour Karakuri Circus.

## Biographie
Il est diplômé de l'université Nihon. Il a commencé son activité dans le manga dans le magazine Shōnen Sunday en 1989.

## Œuvre

### Manga
- Ushio et Tora de 1990 à 1996, 33 volumes, Weekly Shōnen Sunday
- Yoru no Uta (collection d'histoires courtes dessinées 1988-1994)
- Karakuri Circus de 1997 à 2006, 43 volumes, Weekly Shōnen Sunday
- Akatsuki no Uta (collection d'histoires courtes dessinées 1996-2003)
- Jagan wa Gachirin ni Tobu, 2007, Big Comic Spirits
- The Black Museum: Springald, 2007, Morning[2]
- Moonlight Act (月光条例 Gekkō Jōrei), 2008-2014, 29 volumes, Weekly Shōnen Sunday
- The Black Museum: Ghost and Lady, 2014-2015, 2 volumes, Morning
- Sou-Bou-Tei Must Be Destroyed (双亡亭壊すべし Sōbōtei Kowasubeshi), 2016, Weekly Shōnen Sunday
- Il a créé les concepts originaux pour Bakegyamon et Ayakashidō pas Hōrai

### Anime
- Ushio et Tora, 10-episode OAV
- Karakuri Circus, en tant que publicité pour Shōnen Sunday
- Karakuri pas de Kimi, un épisode de la série d'OAV
- Ushio et Tora, série TV d'animation en 2015
- Karakuri Circus, série TV d'animation en 2018